# Mappot de Lengnau
Les mappot de Lengnau, une collection de 218 bandes de tissu de Torah (mappot), ont été découverts dans les années 1960 dans la galerie des femmes de la synagogue de Lengnau (Argovie). En 1967, elles furent l'objet de recherches par Florence Guggenheim-Grünberg. C'était la première description systématique de ce genre de collection. Aujourd'hui, les mappot de Lengnau font partie de la collection du musée juif de Suisse.
La collection s'étend sur près de trois siècles; de 1655 à 1906. La largeur des rubans varie entre 10 et 24 cm. La longueur totale est généralement entre deux et trois mètres et demi. Les tissus sont brodés ou peints avec des lettres hébraïques en écriture carrée ashkénase. Les mappot d'avant 1854 sont brodés, ceux d’après surtout peints.
Comme pour la plupart des mappot ashkénazes, l'inscription sur les mappot de Lengnau suit le même modèle. Elle donne d’abord le nom du fils, puis celui du père et enfin la date de naissance de l'enfant selon le calendrier juif. Sur certains mappot, le lieu de naissance (Lengnau) est ajouté. Un dicton standardisé suit ; le garçon doit grandir dans la bonté jusqu'à la houppa (dais de mariage) sous la direction de la Torah. Ce souhait, qui provient d'une bénédiction lors de la circoncision, est illustré par des images peintes ou brodées de rouleaux de Torah, houppot et d'autres symboles juifs,.
Il existe très peu de collections de mappot provenant d'une communauté connue. Quelques exemples sont les collections de Bechhofen et de Gernsheim en Allemagne, mais aucune n'est aussi complète que celle trouvée à Lengnau,. Les mappot de Lengnau témoignent d'une tradition ininterrompue de judaïsme rural en Suisse et constituent une ressource intéressante pour les recherches sur l'histoire des familles juives en Suisse. Les noms de famille suivants apparaissent souvent dans les mappot de Lengnau :
- Bloch
- Braunschweig
- Dreyfus
- Guggenheim
- Ris
- Wyler

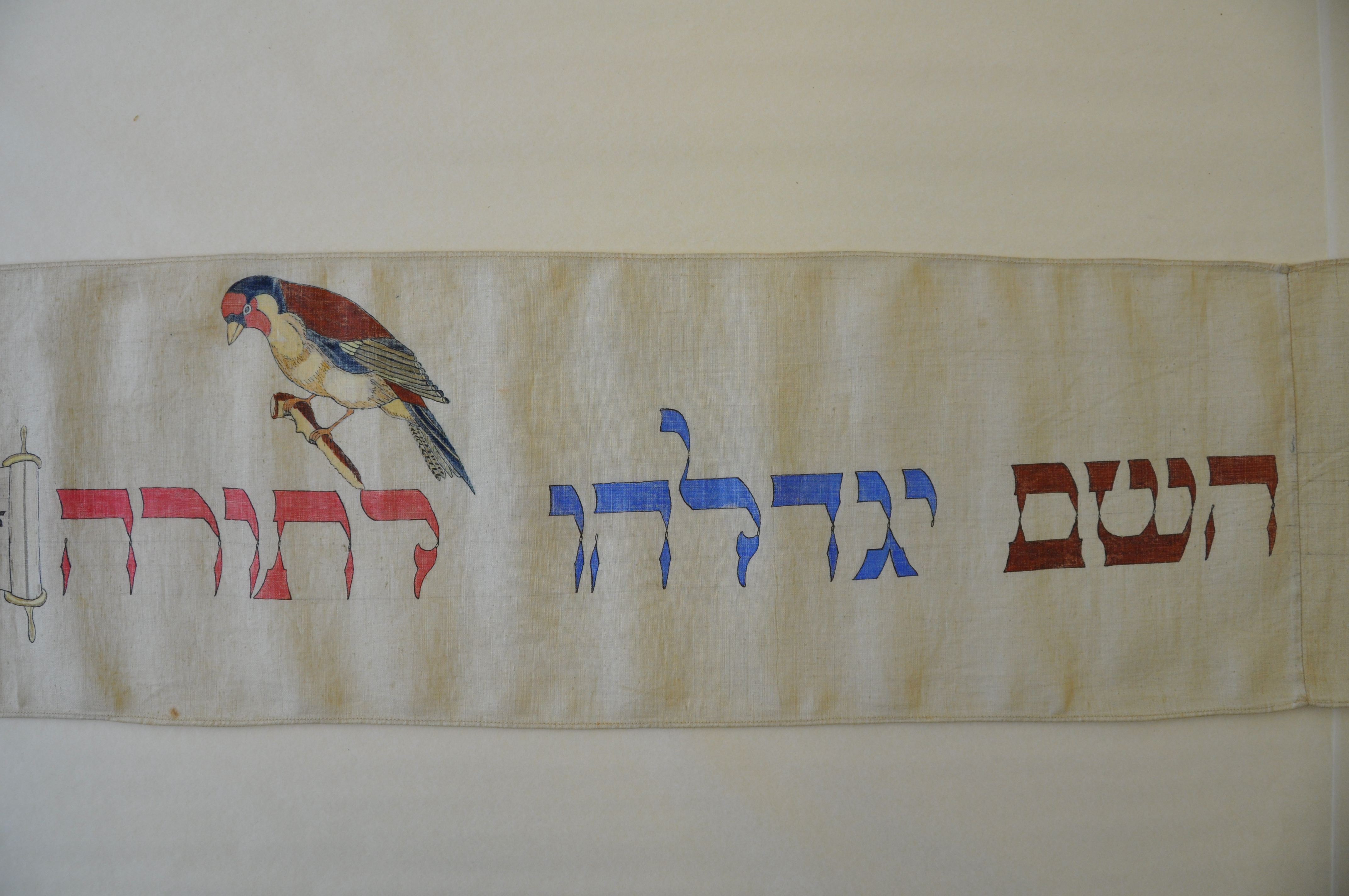
Mappa peinte appartenant à Markus Israël Guggenheim, 1886
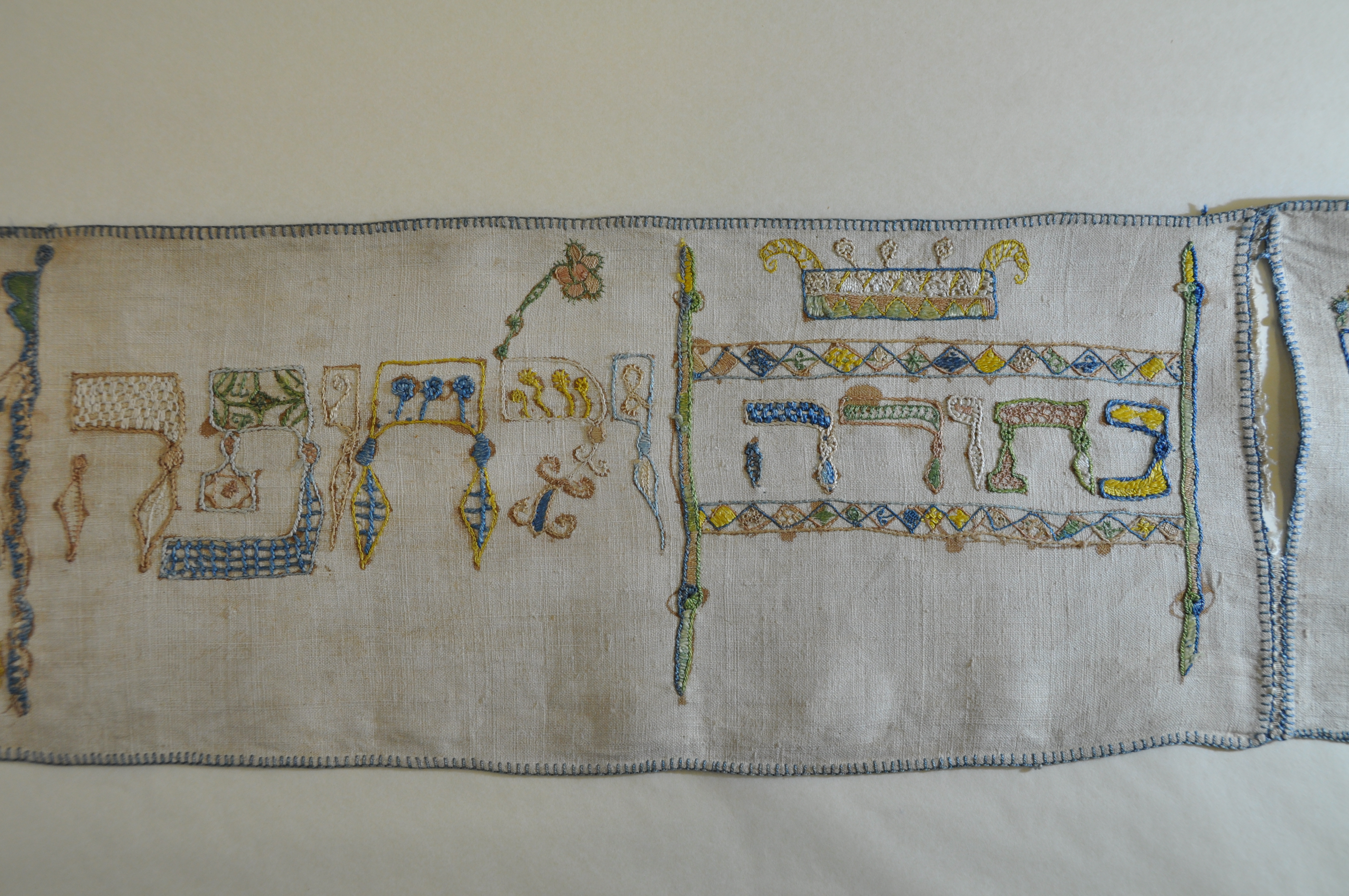
Mappa brodée provenant de la collection de Lengnau, musée juif de Suisse
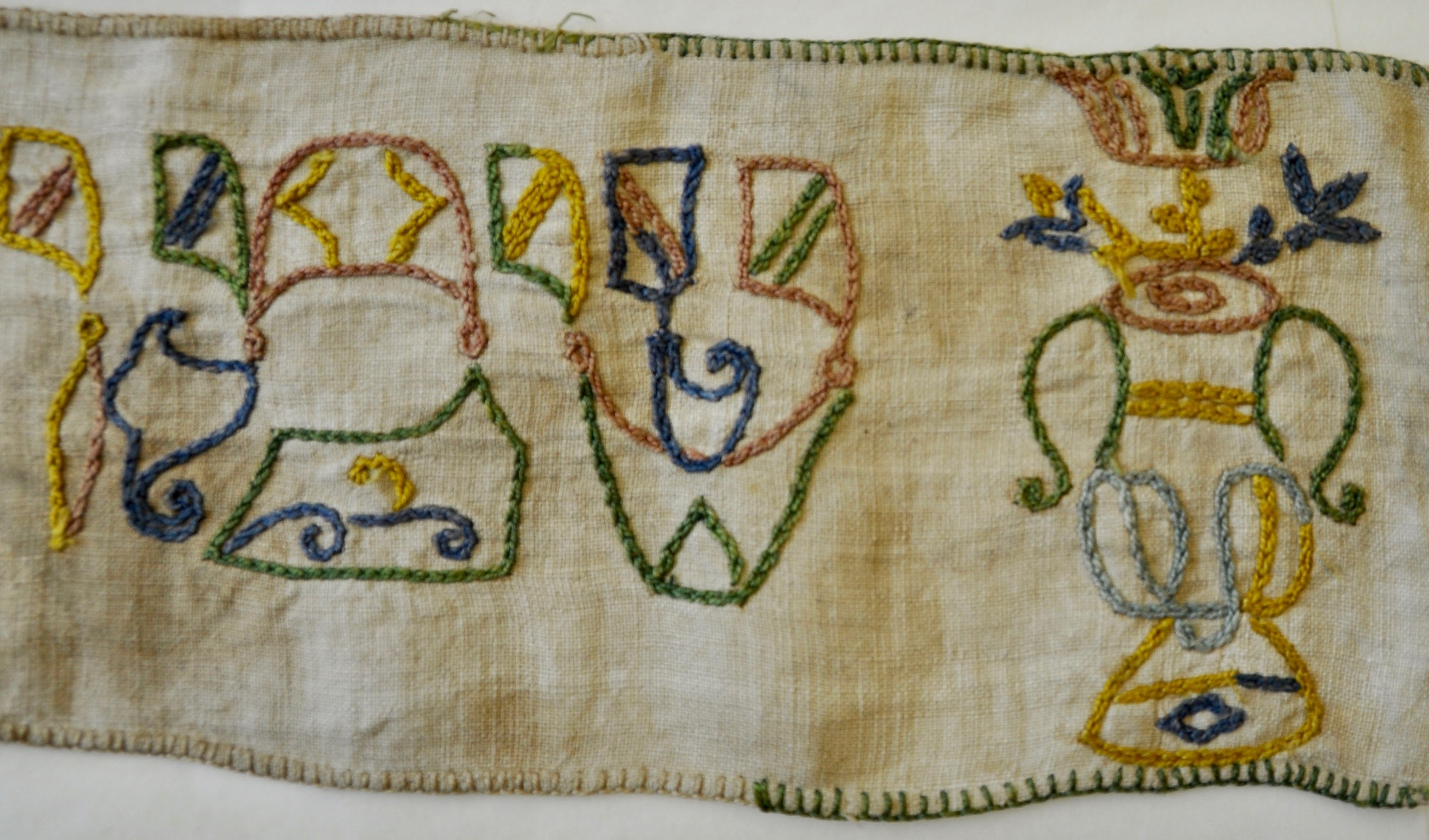
Mappa brodée appartenant à Samuel, fils de Meir, 1744
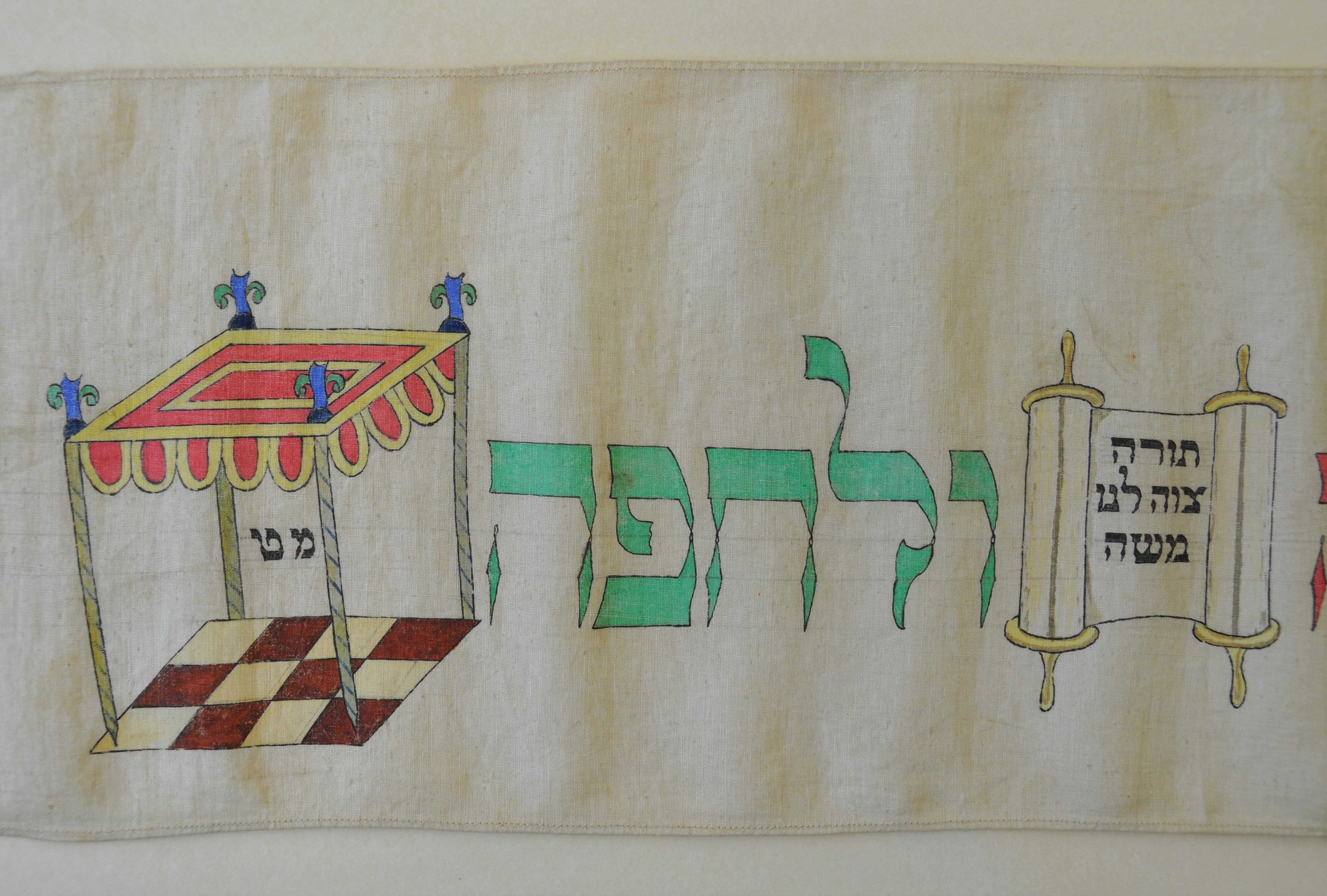
Houppa et rouleau de Torah sur une mappa de 1886
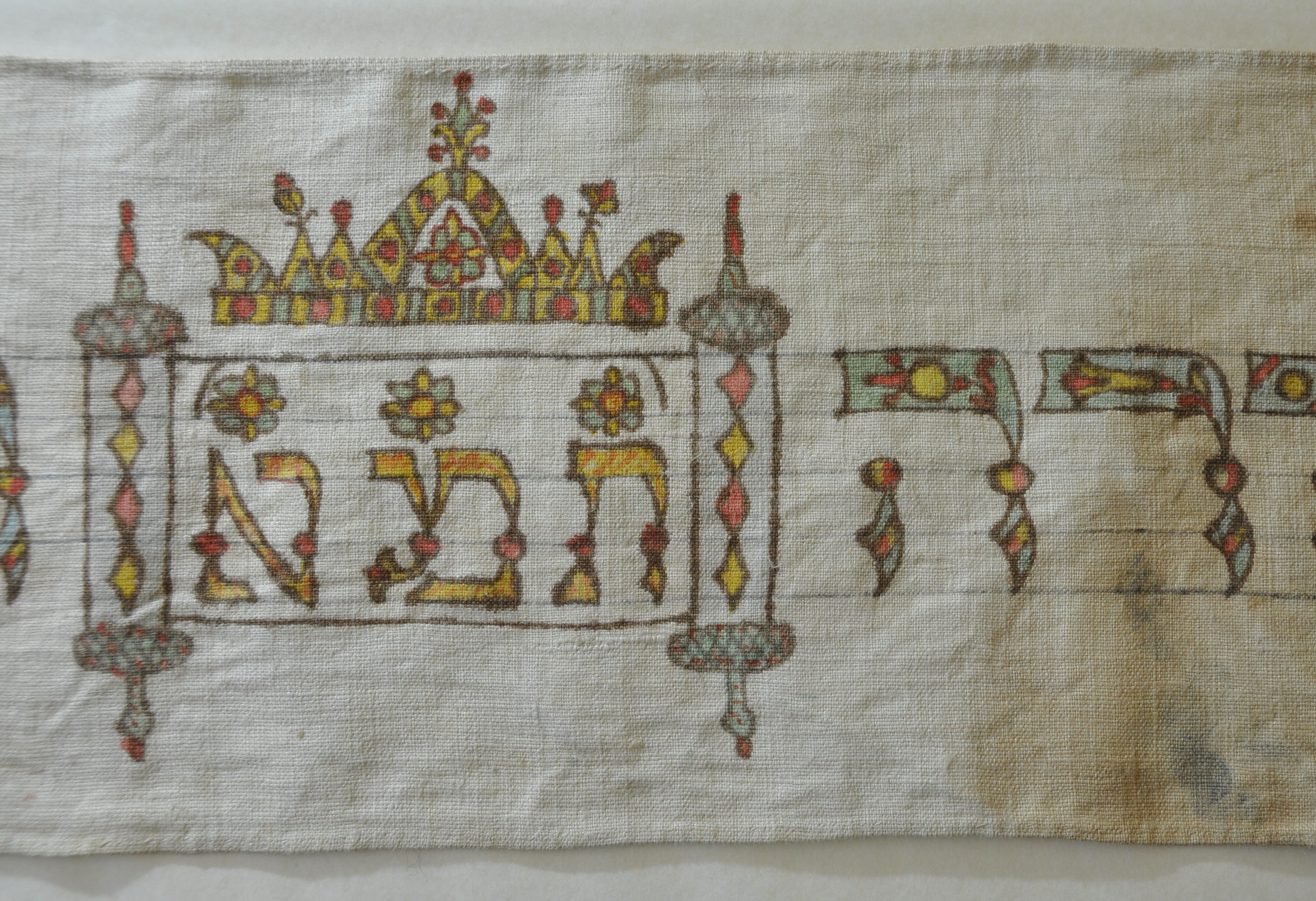
Rouleau de Torah avec couronne, 1831
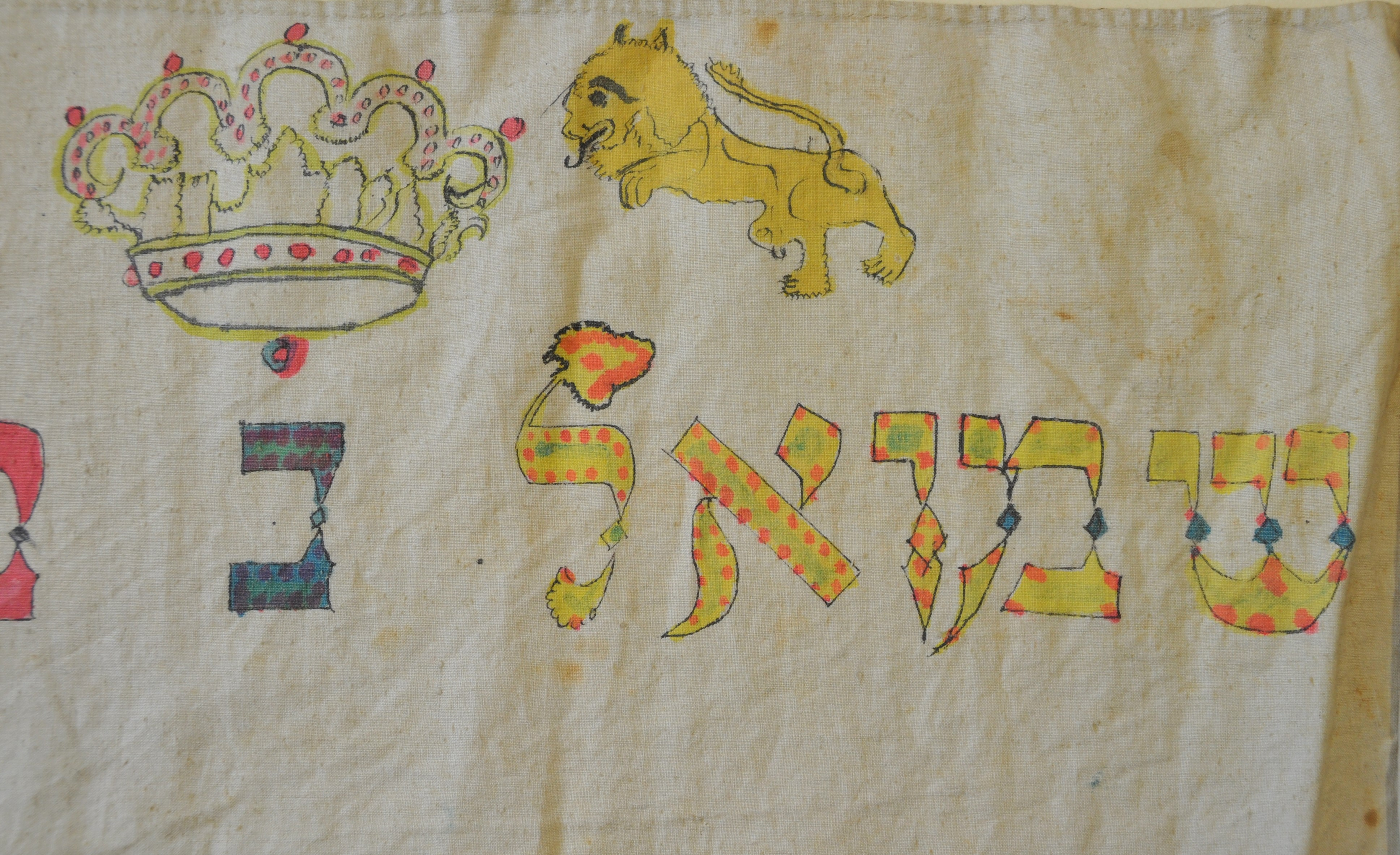
Détail d'un lion et d'une couronne, 1902
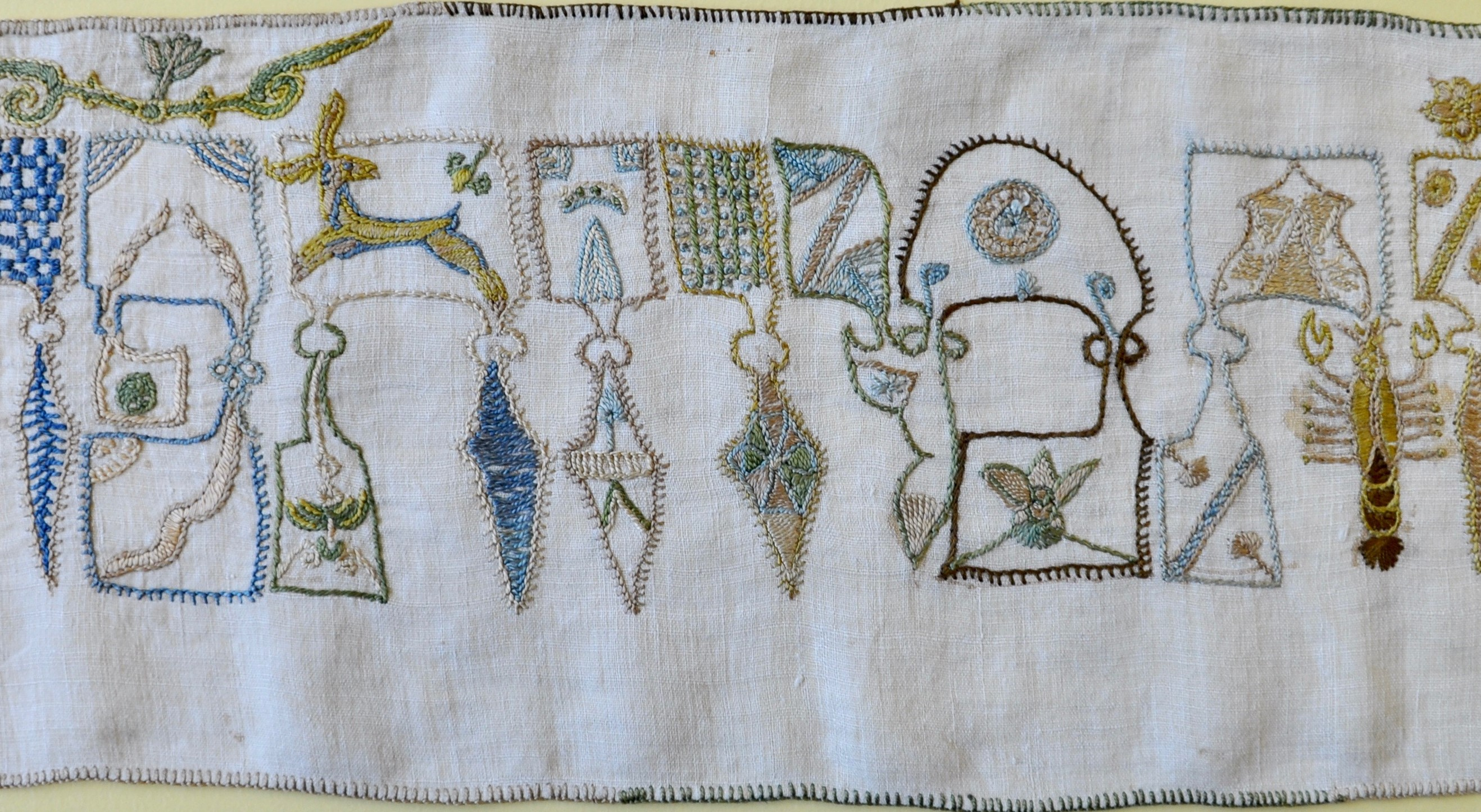
Détails brodés sur une mappa de 1726